# Уик (къща)
Вижте пояснителната страница за други значения на Уик.
Уик (на английски: The Wick) е къща в Ричмънд, Голям Лондон. Разположена е на ъгъла между Найтингейл лейн и Ричмънд хил в Съри. В миналото къщата е била собственост на актьора Джон Милс, в продължение на много години. През юни 1971 г. е купена от Рони Уд (от Ролинг Стоунс). Понастоящем е жилище на Пийт Таунсенд, който е главен автор на песни и музикант в Ху.

## Описание
Стилът напомня архитектурата на Великобритания от 18 век. Изградена е от тухла и камък. Край нея тече река Темза и е близо до Ричмънд парк, най-големият градски парк в Обединеното кралство. Проектирана е от архитект Робърт Милн през 1775 г. на мястото на Булс хед тавърн, Лейди Сейнт Обин, и включва овални трапезария и салон, три етажа и сутерен с модильонен корниз и балюстрада.